# Ráfaga descendente

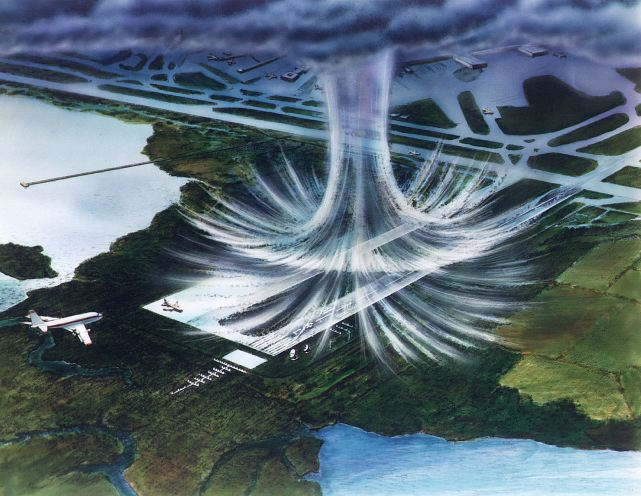
Ilustración de una ráfaga descendente. El aire se mueve en un movimiento descendente hasta que llega al nivel de tierra. Entonces se extiende hacia afuera en todas las direcciones. El régimen de viento en una ráfaga descendente es opuesto a aquel de un tornado.

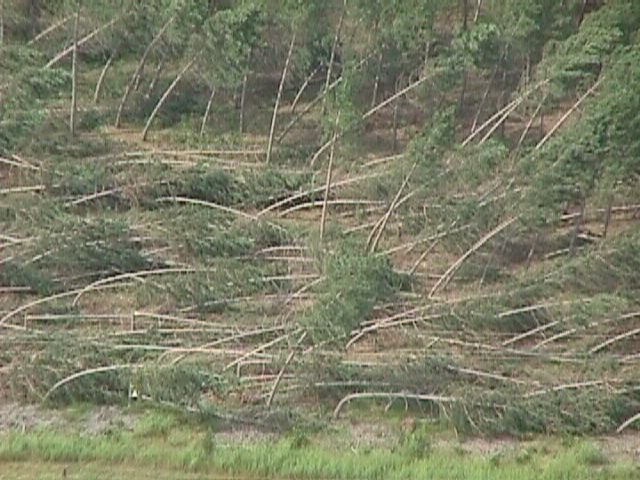
Daños en el arbolado tras una ráfaga descendente.

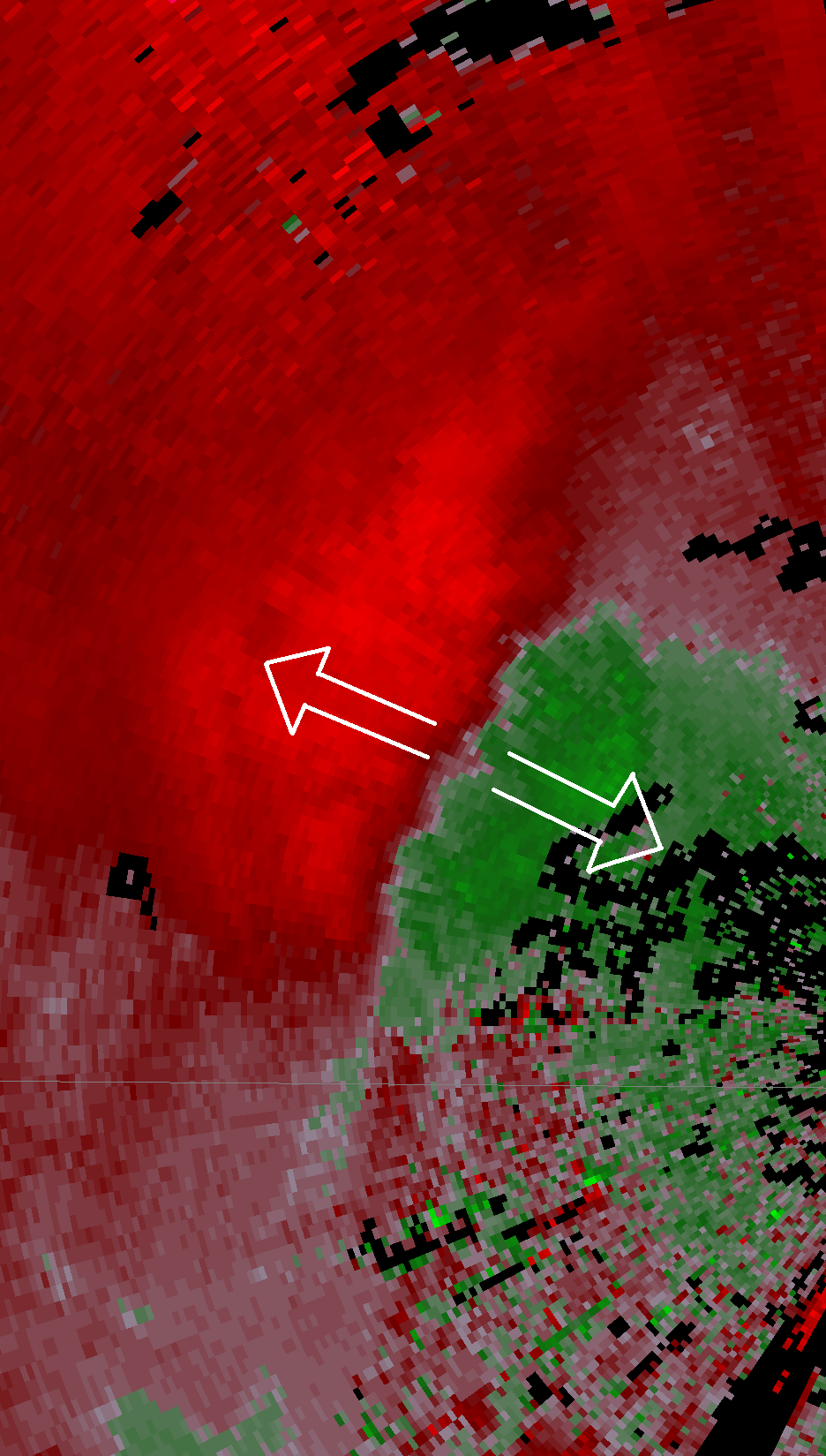
Ráfaga descendente vista desde el ARMOR Doppler Weather Radar en Huntsville, Alabama (Estados Unidos) en 2012. Nótese que los vientos en verdes yendo hacia el radar, y los vientos en rojos yendo hacia fuera del radar.

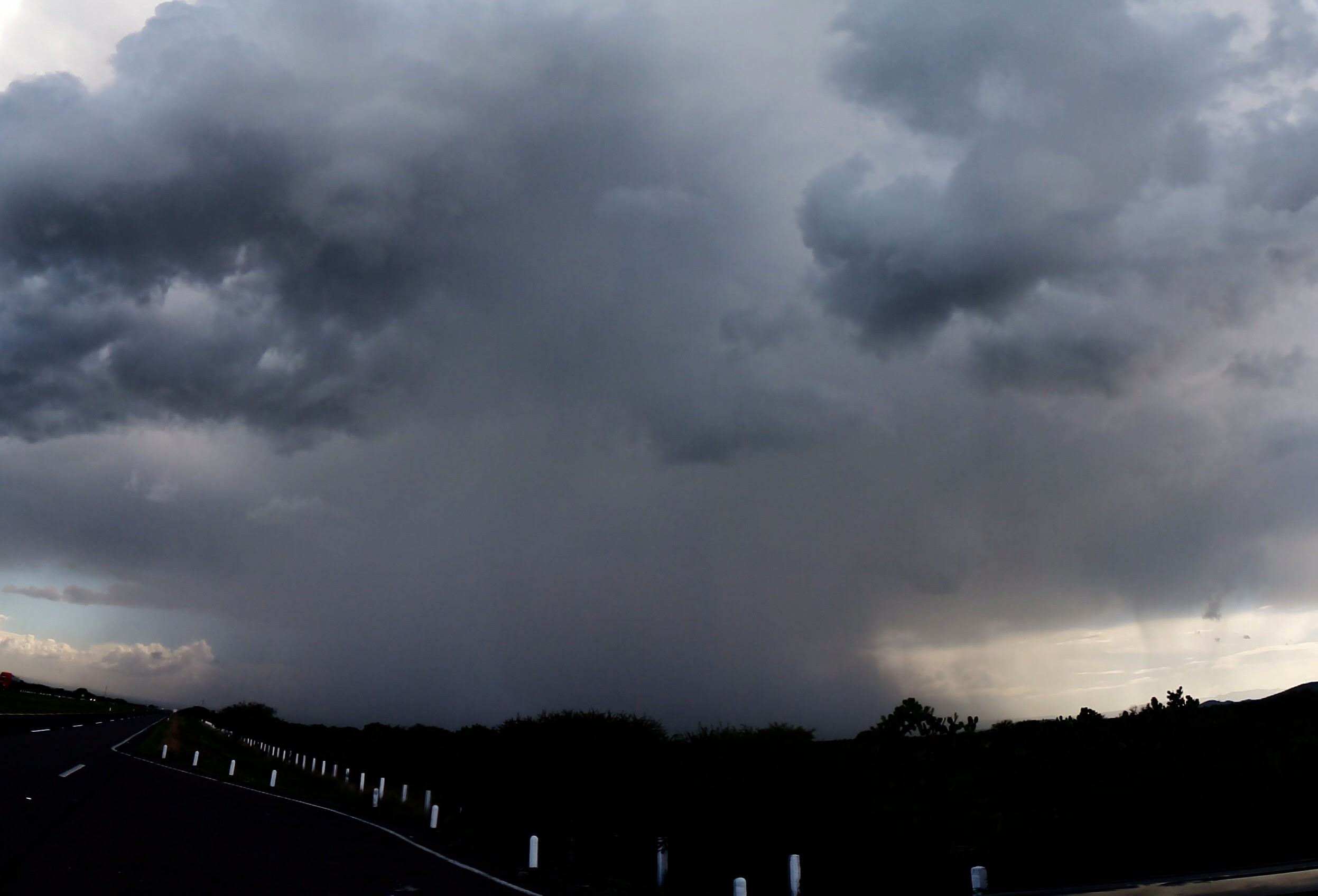
Descendente húmeda.

Una ráfaga descendente, también llamada descendente, reventón, desplome, bomba de lluvia o martillazo, es una intensa corriente vertical de vientos que soplan hacia abajo y se expanden radialmente al llegar a la superficie, es decir, se extienden en líneas rectas hacia todas las direcciones desde el punto de impacto con el suelo.
Se originan en condiciones convectivas profundas y húmedas, generalmente en cumulonimbus o cúmulos congestus. Pueden producir vientos destructivos superiores a los 200 km/h, lo cual genera que a veces sean confundidos con los de un tornado, aunque su dinámica es diferente (no giran como en los ciclones y tornados).
Suelen durar de segundos a minutos y son causadas por el enfriamiento del aire debido a la evaporación o sublimación de agua y hielo, o por el propio peso del agua, granizo o nieve dentro de la nube.
La escala y la rapidez de una ráfaga descendente hace que sea un gran peligro para las aeronaves debido a la cizalladura vertical del viento de bajo nivel causado por su frente de ráfaga.
Las ráfagas descendentes son un tema de debate importante en la aviación, ya que generan cizalladura vertical del viento, la cual puede ser peligrosa para la aviación, especialmente durante el aterrizaje y el despegue, donde las ventanas de rendimiento de velocidad aerodinámica son las más estrechas. Varios accidentes aéreos fatales e históricos en las últimas décadas se atribuyen a este fenómeno, entre ellos el vuelo 191 de Delta Airlines y el vuelo 66 de Eastern Airlines.

## Clasificación
Puede clasificarse como:
- húmedo o seco, según si la precipitación llega al suelo o no. En el caso de las ráfagas descendentes secas, casi siempre se puede observar la virga, o precipitación que no llega a tocar el suelo.[2][6]
- microrráfaga o macrorráfaga, según si su diámetro es menor o mayor de 4 kilómetros.[7][6] También pueden diferenciarse en cuanto a duración, las microrráfagas suelen durar menos, de 2-5 minutos mientras la microrráfagas duran de 5-20 minutos. Y por último, también por intensidad, las microrráfagas suelen ser más intensas, algunas pudiendo producir vientos de hasta 270 km/h equivalentes a los de un tornado EF3 - EF4, o un huracán categoría 5, mientras que las macrorráfagas logran producir vientos de hasta 210 km/h.[3][8]

### Derecho
Las ráfagas descendentes pueden llegar a ocurrir en áreas muy extensas, en el caso más extremo, una serie de macro y microrráfagas continuas con vientos huracanados (ráfagas de viento ≥119 km/h) dan lugar a un derecho, un fuerte temporal de viento de larga duración que puede abarcar vastas áreas de hasta 320 km de ancho y 1.600 km de largo, y persistir durante 12 horas o más, estando así asociado con algunos de los fenómenos de vientos en línea recta más extensos e intensos del mundo. Y precisamente, estos vientos en línea recta (vientos derechos) son los que le dan a este fenómeno su característico nombre de: derecho.

### Explosión cálida
La explosión de calor, explosión cálida o reventón cálido, es un caso especial que se produce generalmente por la noche o a primeras horas de la mañana en zonas con inversión térmica. La corriente descendente, después de atravesar una capa de aire relativamente cálido y seco donde se acelera y se desprende del agua líquida por evaporación, se encuentra con una capa de aire más frío y húmedo antes de chocar contra la superficie. La consecuencia es un aumento repentino e intenso de la temperatura del aire, y a menudo una disminución de la humedad.

## Diferencias con el tornado

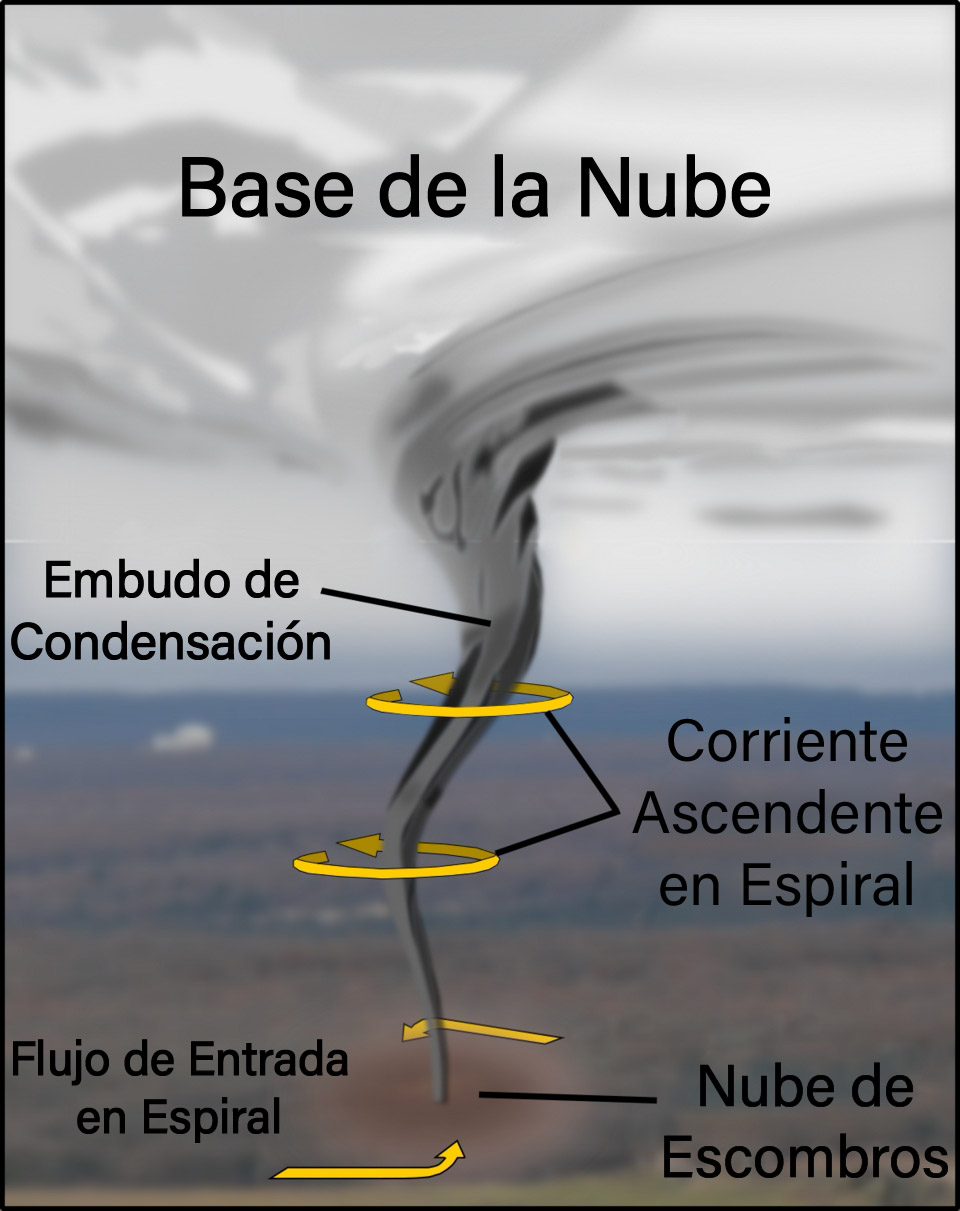
Estructura de un tornado.

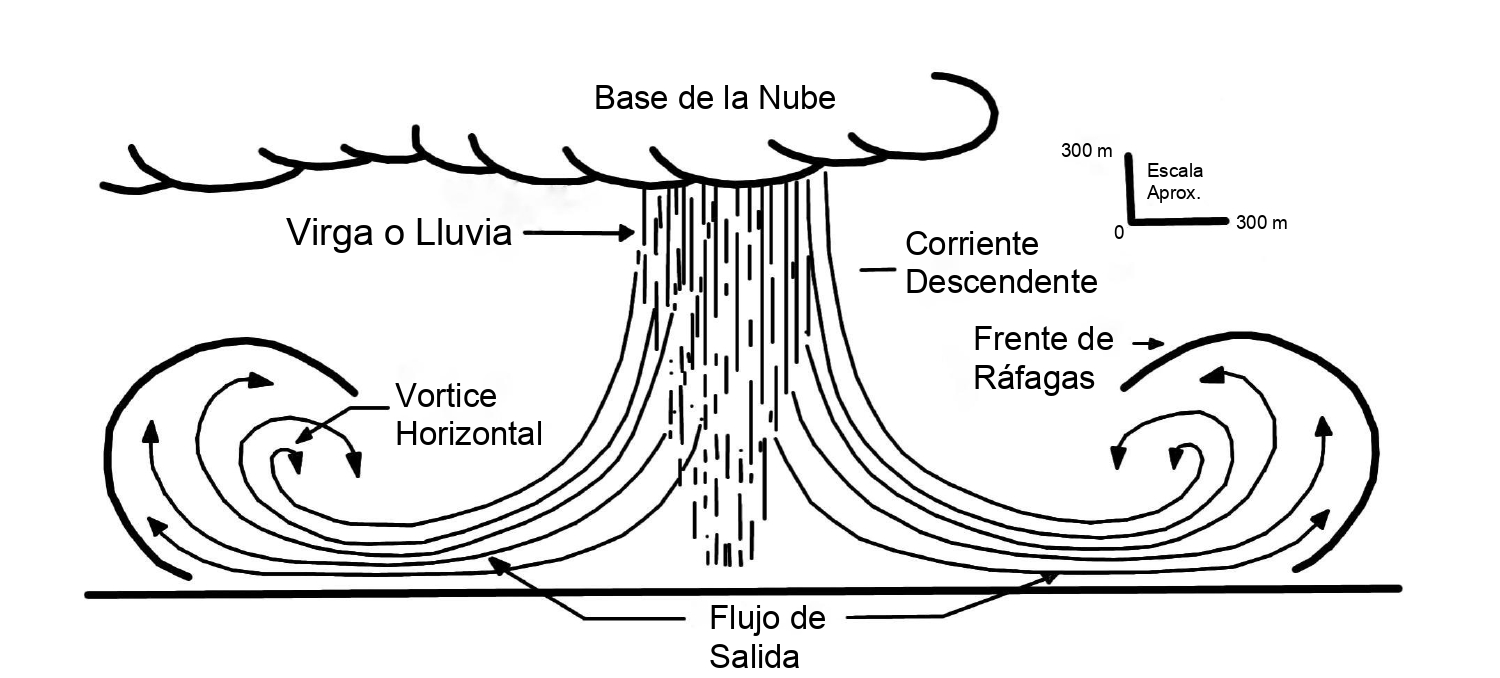
Sección transversal de una microrráfaga descendente.

Por sus efectos destructivos, puede ser confundido con un tornado. Sin embargo, en el caso del tornado, vientos de alta velocidad rodean un área central, y el aire se mueve hacia adentro y hacia arriba; por contraste, en una macro y microrráfaga, los vientos se dirigen hacia abajo y hacia afuera desde el punto de aterrizaje en la superficie.